# جوزيف أنتوني هاربر
جوزيف أنتوني هاربر (بالإنجليزية: Joseph Anthony Harper)‏ هو شخصية أعمال وسياسي أسترالي وبريطاني (وحمل سابقاً جنسية المملكة المتحدة لبريطانيا العظمى وأيرلندا)، ولد في 23 نوفمبر 1867 في المملكة المتحدة، وتوفي في 1 سبتمبر 1939 في أستراليا بسبب نوبة قلبية. حزبياً، نشط في Liberal Union (South Australia) ‏ ( – 16 أكتوبر 1923) وLiberal Federation ‏ (16 أكتوبر 1923 – ). وقد انتخب عضو مجلس النواب جنوب أستراليا من الجمعية عن دائرة Electoral district of East Torrens ‏ وقد انضم خلال فترته النيابية (9 أبريل 1921 – 4 أبريل 1924)  للكتلة البرلمانية Liberal Union (South Australia) ‏.